# Cyrtopogon tibialis
Cyrtopogon tibialis är en tvåvingeart som beskrevs av Daniel William Coquillett 1904. Cyrtopogon tibialis ingår i släktet Cyrtopogon och familjen rovflugor. Inga underarter finns listade i Catalogue of Life.